# Mahicanen

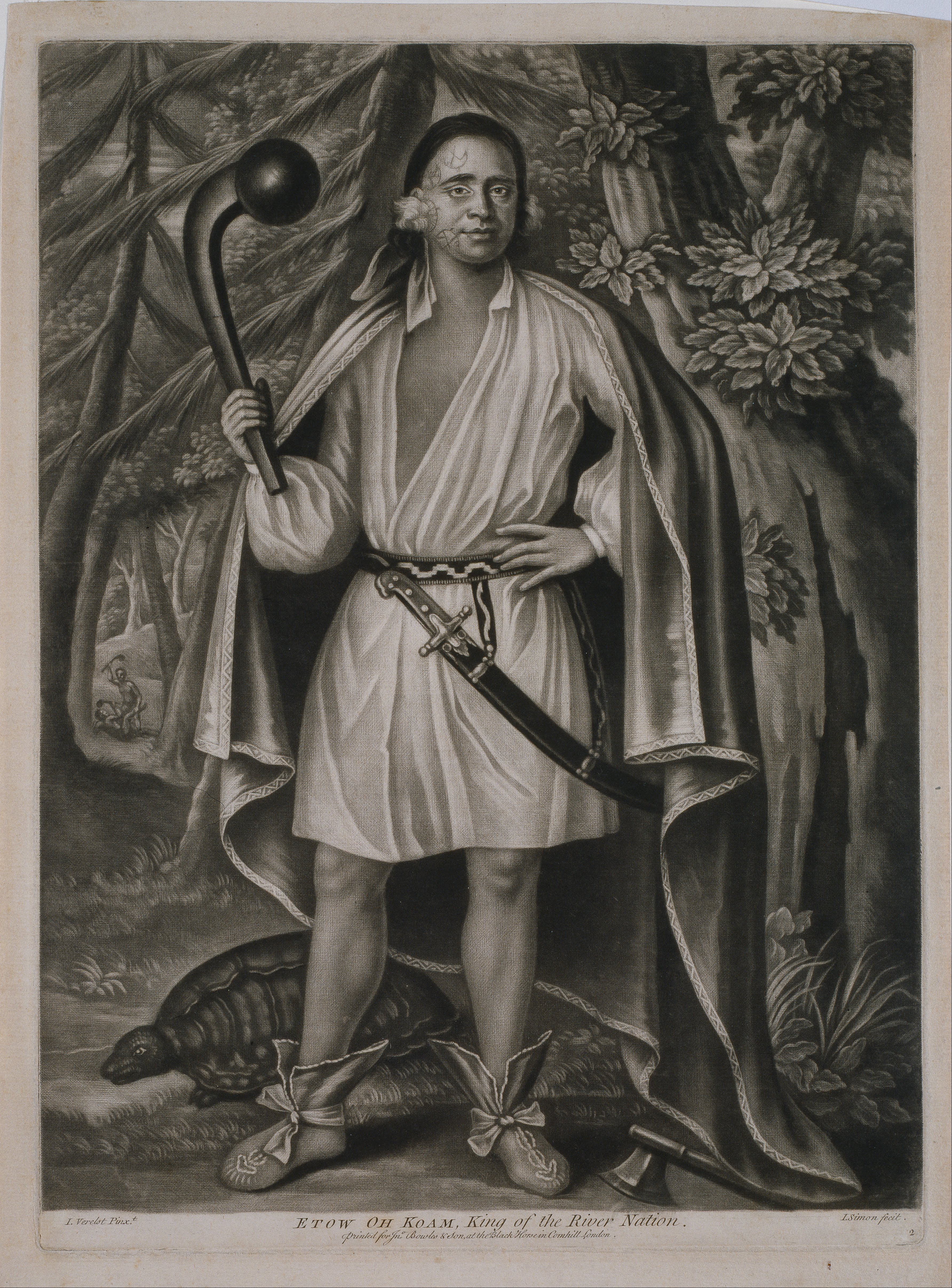
Koning Etow Oh Koam van de Mahicanen

Verspreidingsgebied

De Mahicanen, Mohicanen, Mohikanen, Mahican of Mohican zijn een indianenstam uit het noordoosten van Noord-Amerika.
Van origine was het thuisland van de Mahican de vallei van de Hudsonrivier en besloeg het een gebied dat liep vanaf het Catskillgebergte in het noorden naar de zuidelijke punt van het Champlainmeer. In het westen werd het gebied ingesloten door de Shoharie en naar het oosten liep het gebied tot aan de top van het Berkshiregebergte in West-Massachusetts en van Noordwest-Connecticut naar het noorden tot aan de groene bergen van Zuid-Vermont. Omdat het alle Algonkintalige stammen tussen de rivier de Connecticut en de rivier de Hudson betrof, schatten sommigen het totale aantal Mahican rond 1600 op zo’n 35.000.
Wanneer men zich echter beperkt tot de kernstammen van de Mahican-confederatie bij Albany, New York, waren het er ongeveer 8000. Rond 1672 waren er nog maar rond de 1000 van hen over. Tijdens het dieptepunt in 1796 leefden er nog maar 300 Stockbridge-indianen (laatsten der Mohikanen) samen met de Oneida en Brotherton in New York. Inclusief de Mahican die bij de Wyandot en Delaware in Ohio leefden, waren het er zo’n 600. Bij een volkstelling in 1910 waren er ongeveer 600 Stockbridge en Brotherton in Wisconsin.
Drie jaar nadat de Indian Reorganization Act van kracht werd in 1934 werden de Stockbridge-indianen federaal erkend. Op dit moment leven er nog ongeveer 1600 stamleden in of bij hun reservaat ten westen van Green Bay. Er leven ook nog 1700 Brotherton-indianen (zonder federale erkenning) aan de oostzijde van de stad Lake Winnebago.